# Conspiração independentista andaluza (1641)

Divisão política da Andaluzia em quatro reinos andaluzes, incluídos na Coroa de Castela.

A Conspiração independentista andaluza, também conhecida por Conspiração do Duque de Medina-Sidónia, foi uma revolta que teve lugar na Andaluzia em 1641 e que se integra no contexto da denominada ’’crise espanhola de 1640’’, em que a centralização do poder provocou uma alargada contestação nas diversas nações da monarquia Hispânica – sublevação das Províncias Unidas e da revolta da Catalunha, mas, por fim, esta estava muito ligada ao sucesso português da Restauração de Portugal (1º de Dezembro de 1640).
Recordemos que D. Luísa de Gusmão (Luísa de Guzmán), mulher do novo rei João IV de Portugal, era irmã do referido duque que, conjuntamente com o 6.º marquês de Aiamonte, terá capitaneado a revolta andaluza. Aos conspiradores atribuíram-se as mais diversas motivações, desde uma simples sublevação nobiliárquica, até um movimento de carácter independentista, seguindo os exemplos catalão ou português, que instauraria como rei a pessoa do referido duque. Estes planos vieram a ser descobertos, no Verão desse ano, pelo que a revolta veio a ser abortada.

## Os conspiradores

### Gaspar Alonso Pérez de Guzmán y Sandoval, Duque de Medina Sidónia

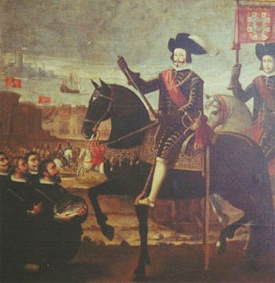
O 9.º duque de Medina Sidonia na jornada do Algarve, no Palácio dos duques de Medina-Sidonia de Sanlúcar de Barrameda.

Gaspar Pérez de Guzmán y Sandoval, 9.º duque de Medina-Sidonia, era o chefe da Casa de Medina-Sidonia, detentora do ducado mais antigo da Coroa de Castela, com vastos domínios em toda a Andaluzia, especialmente nos Reinos de Sevilha e de Granada.
Pela morte de seu pai, em 1636, Gaspar herdou o ducado de Medina-Sidonia convertendo-se, aos trinta e três anos, no mais rico homem da Andaluzia e numa das maiores fortunas de toda a Espanha. Adicionalmente, herdou também a Capitania Geral do Mar Oceânico e Costas da Andaluzia, dando-lhe a responsabilidade militar sob um amplo espaço geográfico que ía desde a foz do Guadiana até ao estreito de Gibraltar. Gaspar, que casara com sua tia Ana de Guzmán, era irmão da nova rainha de Portugal, Luísa de Gusmão que, em 1632, contraíra matrimónio com o Duque de Bragança, rei de Portugal desde a restauração de 1640.
Apesar da imensa fortuna familiar, as finanças da Casa passavam por dificuldades, existindo numerosas hipotecas sobre o património. A situação agravara-se com as elevadas somas dispendidas pelo anterior duque para acomodar o rei Filipe IV de Espanha no couto de Doñana durante a visita do monarca ao reino de Sevilha, em 1624.

### Francisco Manuel Silvestre de Guzmán y Zúñiga, Marquês de Aiamonte
Francisco Manuel Silvestre de Guzmán y Zúñiga, 6.º marquês de Aiamonte, era o chefe da Casa de Ayamonte, um dos ramos colaterais da Casa de Medina-Sidonia. Nascido em 1606, era o titular de um senhorio pobre se comparado com o de seu primo. A sua prodigalidade provocou um grande endividamento ao ponto da administração das suas rendas ser assumida pelo Conselho de Castela, em 1636.
Ambos os nobres eram parentes do Conde-duque de Olivares, ministro de Filipe IV (III de Portugal).

## A rebelião portuguesa e os Guzman

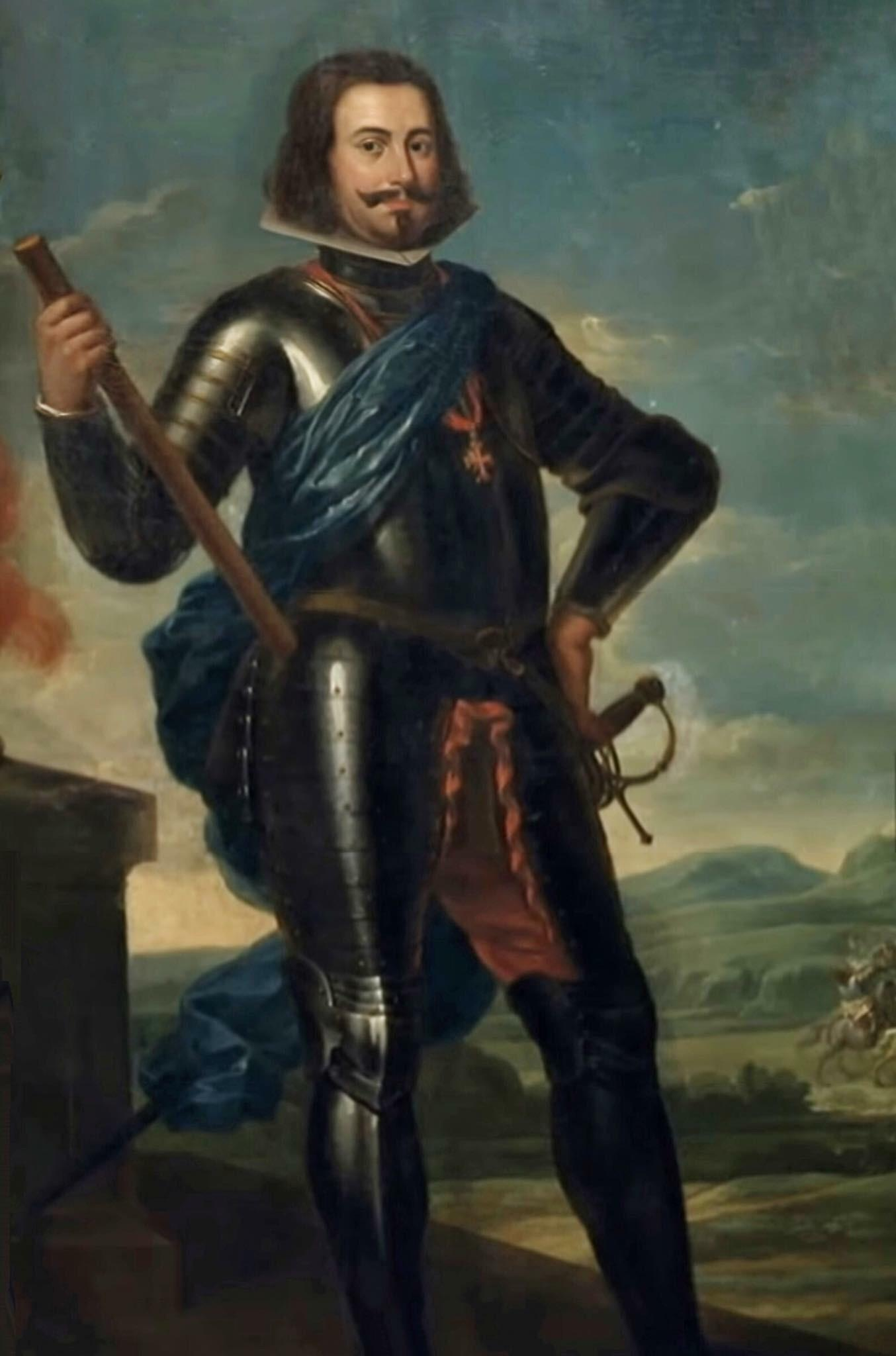
Retrato de D. João IV, rei de Portugal.

A conspiração independentista da Andaluzia esteve intimamente unida a Guerra da Restauração em Portugal. A restauração Portuguesa ocorreu em 1 de Dezembro de 1640 e a revolta Andaluza foi descoberta no Verão de 1641. O marquês de Aiamonte terá avisado João IV de Portugal, da operação que era planeada em Espanha visando a invasão de Portugal e, por sua vez, o rei português deu todo o seu apoio a Medina-Sidónia e a Aiamonte para conspirarem contra o Rei de Espanha e, em especial, contra o Conde-Duque de Olivares.
A primeira sublevação de Portugal tinha ocorrido em Agosto de 1637. As operações de pacificação do Algarve foram, então, entregues ao 9.º duque de Medina-Sidónia, na sua qualidade de Capitão Geral do Exército da Andaluzia, campanha na qual participou também o 6º marquês de Aiamonte. A sublevação foi imediatamente sufocada por Margarida de Saboia, Duquesa de Mântua e vice-rainha de Portugal.
Em 1 de Dezembro de 1640 eclodiu uma nova revolta em Portugal. Nesta ocasião, os nobres portugueses que ficaram conhecidos como os Quarenta Conjurados mataram o secretário de Estado Miguel de Vasconcelos, aprisionaram a vice-rainha e aclamaram o Duque de Bragança como João IV de Portugal, com quem se iniciou a Dinastia de Bragança. 
Filipe IV e o Conde-duque de Olivares começaram então a preparação da reconquista de Portugal, ordenando que o duque de Medina-Sidónia organizasse o exército que atacaria os rebeldes. O duque transferiu-se para Aiamonte, onde instalou o seu quartel general, dando ordens para que se concentrasse um exército de dez mil homens, procedentes de diferentes pontos da Andaluzia, mas todo o processo foi demasiadamente lento, tendo o duque recusado as tropas enviadas pela cidade de Sevilha, aceitando apenas trezentos homens para guarnecer a fronteira.

## A conspiração

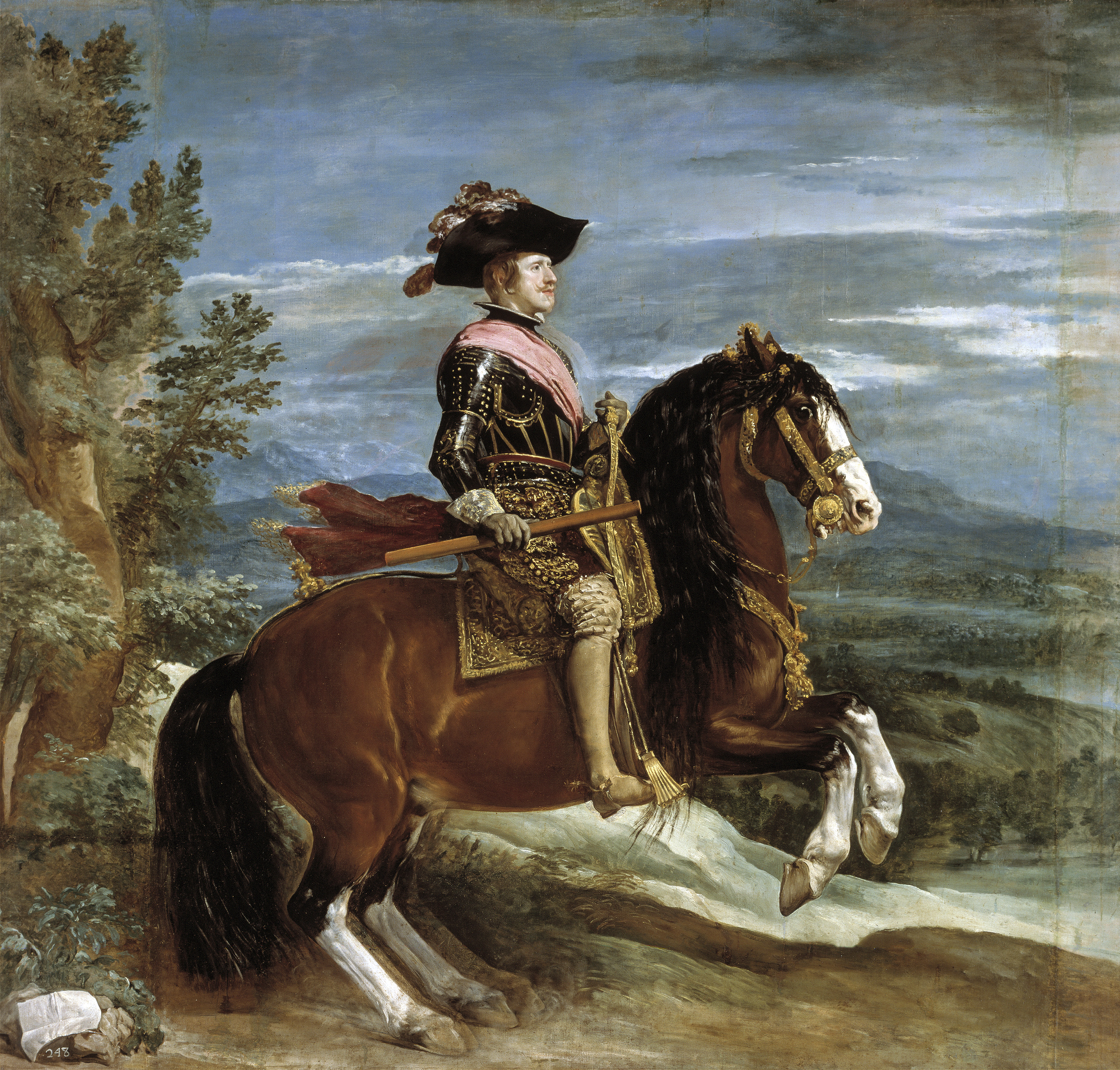
Filipe IV de Espanha, III de Portugal, retratado por Velázquez.

Aparentemente, o duque não planeava atacar os portugueses, que haviam convertido sua irmã em rainha. A sua aparente passividade na formação do exército fez com que se começasse a suspeitar da sua atitude, surgindo rumores de que conspirava contra o rei preparando um plano para sublevar a Andaluzia. A primeira ideia do levantamento terá partido do marquês de Aiamonte, que se relacionava com o duque através de uma série de contactos. O presumível plano contaria com o apoio de Portugal e com a colaboração das frotas de França e das Províncias Unidas. 
As suspeitas que pesavam sobre os Guzman fizeram que, no Verão de 1641, um enviado especial de Madrid, António de Isasi, interceptasse na fronteira uma carta remetida por Aiamonte a Medina-Sidonia, onde colocava a descoberto o plano de conspiração e que Isasi enviou a Madrid. Chegaram à Corte graves informações sobre a suposta conjura dos nobres andaluzes, facilitadas por Frei Nicolás de Velasco (que, em Portugal, se fazia passar por preso para obter informação) e por outros que, retidos em Portugal, teriam escutado que a armada se preparava para conquistar Cádiz.
Antes destas acusações, os dois Guzmán foram chamados à corte, tendo o duque declinado alegando razões de saúde, com vista a ganhar tempo, uma vez que aguardaria notícias de Portugal sobre a iminente presença da frota franco-holandesa que colaboraria com os conjurados e que seria o momento em que se iniciaria o levantamento. Aproveitando os dia proporcionados pela sua desculpa entrou em contacto com a grande nobreza da Andaluzia (o duque de Arcos, com a sua sogra a marquesa de Priego, com o Bispo de Jaén e com o marquês del Cenete) sondando quanto à sua posição perante um possível levantamento geral na Andaluzia. Mas todos se negaram em participar numa empresa que à partida, consideravam perdida. A falta de apoio da nobreza, a ausência da tão prometida frota franco-holandesa e a falta de apoio das classes populares (aparentemente só Sevilha e Jerez de la Frontera estariam disponíveis), fizeram o duque desistir dos seus propósitos. Entretanto, desde a Corte foi enviado a Andaluzia Luís de Haro, para conhecer até onde chegavam as ramificações da conjura e para levar a cabo a detenção de Medina-Sidonia. Em quarenta horas viajou de Madrid a Córdoba, onde recebeu numerosos nobres e vários mensagens, ficando com a impressão de que os Grandes estavam tranquilos, embora existisse um certo nervosismo na pequena nobreza. Medina-Sidonia, avisado da chegada do emissário real e para evitar ser preso, saiu para Madrid, onde visitou o Conde-duque perante quem terá confessado a conspiração, enganado por Olivares, que lhe terá feito crer que usaria toda a sua influência para defender a vida do duque e a honra da Casa de Guzmán, a cuja linhagem também pertencia.

## O castigo

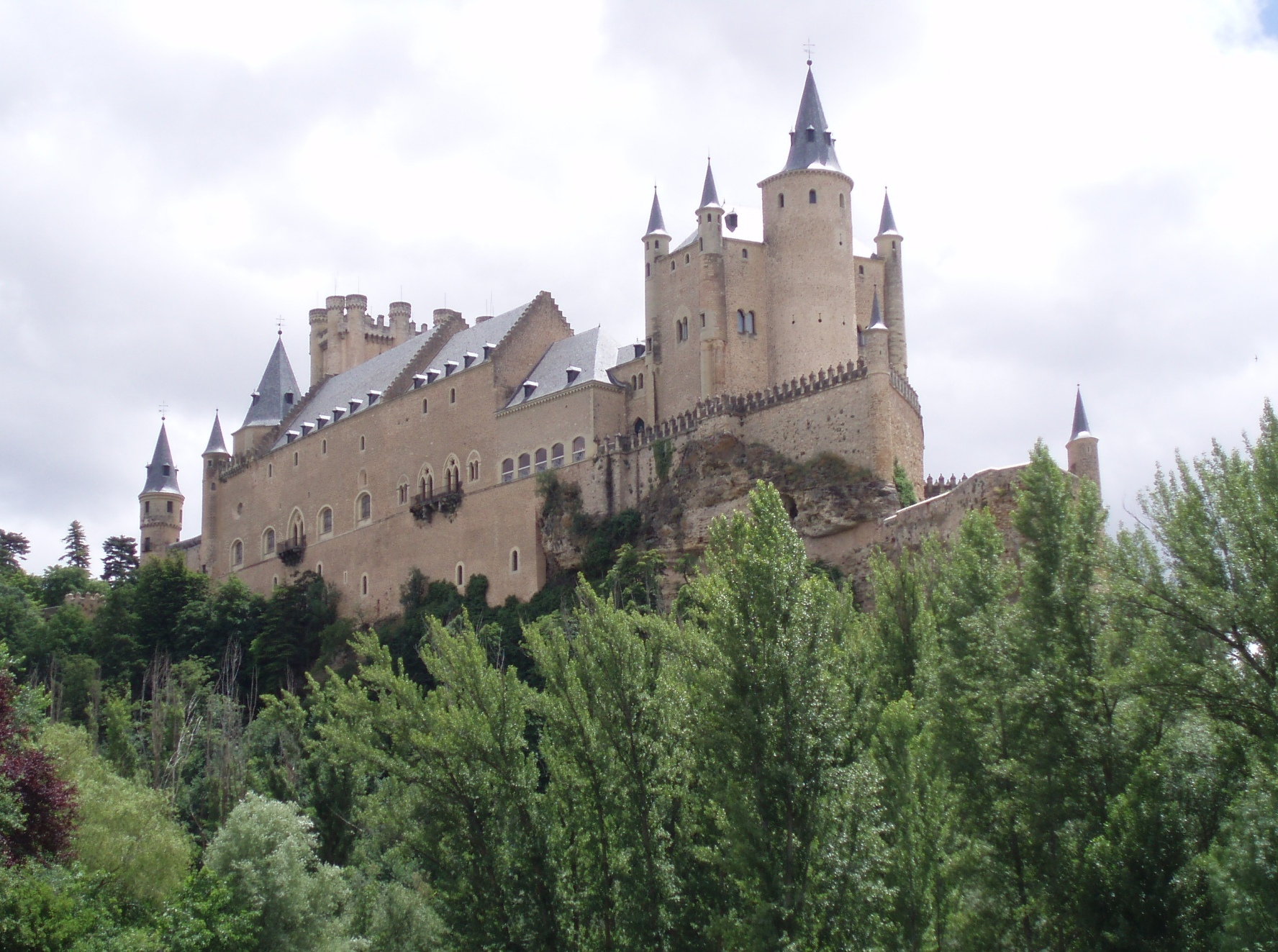
O Alcácer de Segóvia.

Após esse encontro, foi feita a confissão de culpa de Medina-Sidonia perante o rei, onde culpou o marquês de Aiamonte de o haver induzido naquela acção, negando a intenção de se proclamar rei da Andaluzia. O marquês de Aiamonte foi feito prisioneiro por se negar a apresentar-se na Corte, tendo sido enviado, primeiro para o Alcácer de Sevilha e, depois, a Illescas, onde foi interrogado em 6 de Outubro de 1641. No dia 8 de Junho de 1643 voltou a ser interrogado no castelo de Santorcaz, donde passou a Pinto para, finalmente, ser levado ao Alcácer de Segóvia, fortaleza  com maior segurança. Nos interrogatórios declarou-se culpado embora atirando a maior parte da responsabilidade para o duque, a quem afirmou ter advertido que não permitiria que se proclamasse rei de Andaluzia e que apenas o apoiaria na formação de uma república andaluza. Após um prolongado processo foi condenado à confiscação dos seus bens e à pena de morte. O duque de Medina-Sidonia, enviou ao Alcácer de Segóvia 4.016 reais, para que nada faltasse ao seu primo o marquês. 
Um acordão do tribunal recomendou que o rei aplicasse o confisco de bens e comutasse a pena capital pela de prisão perpétua. Filipe IV ter-se-á mostrado favorável mas, ao descobrir-se, em 1648, a conspiração do Duque de Híjar em Aragão, aplicou estritamente a sentença. A execução teve lugar no Alcácer de Segóvia no dia 12 de Dezembro de 1648, sendo o marquês de Aiamonte degolado como traidor e servindo como exemplo para quaisquer futuras tentativas.
Com a finalidade de lavar sua imagem, Medina-Sidónia teve a ideia bizarra de desafiar para um duelo o rei de Portugal, convocando-o a comparecer na fronteira portuguesa, próximo de Valencia de Alcântara, onde se deslocou o duque e o seu séquito, que esperou inutilmente oitenta dias, entre 1 de Outubro e 19 de Dezembro de 1641. 
O rei perdoou a vida ao duque de Medina-Sidonia dado o seu elevado nível social e fortuna mas nunca esqueceu a traição, tendo sido aplicada uma multa duzentos mil ducados como "generoso donativo" ao rei. Adicionalmente, foi também desterrado dos seus domínios andaluzes e foi impedido de ir à Corte. Quando violou estas proibições foi preso encarcerado no castelo de Coca. Em 1645, foi privado do senhorio Sanlúcar de Barrameda, que reverteu para a Coroa, e da Capitania Geral do Mar Oceânico e Costas de Andaluzia, que passou para o Duque de Medinaceli, que era conde de El Puerto de Santa Maria. O seu filho natural Alonso Pérez de Guzmán y Marañón, lograria recuperar o nome familiar ao serviço do rei como marinheiro, embora sempre longe da Andaluzia, chegando a ser governador do distrito de Cuzco, no Peru, capitão general das galeras da Sardenha e, posteriormente, vice-rei de Valencia.

## Análise da conspiração

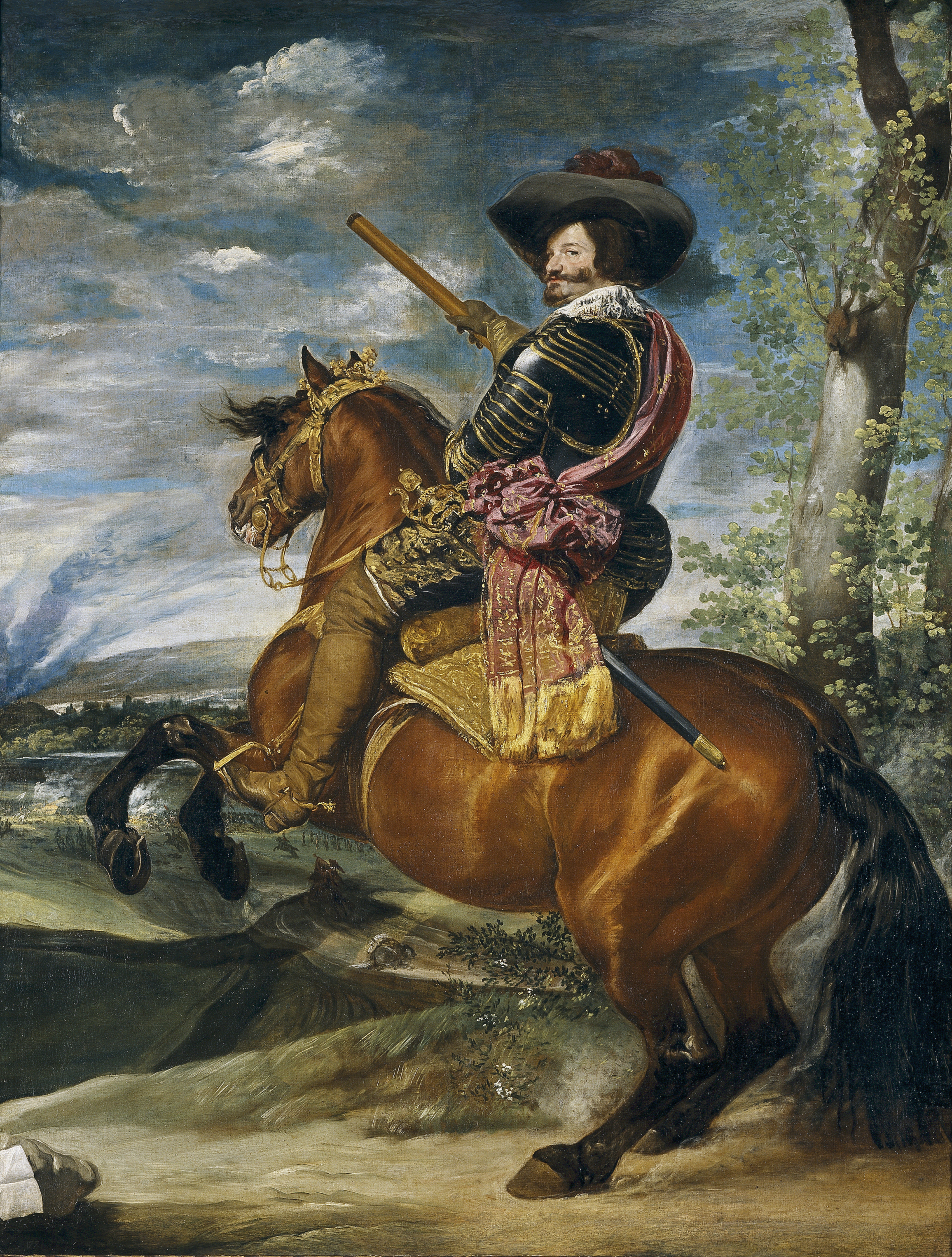
O conde-duque de Olivares, retratado por Velázquez.

Como a conspiração foi descoberta antes dos conjurados entrarem em acção, desconhece-se os verdadeiros planos dos nobres andaluzes, havendo diversas interpretações sobre os motivos da conjura. 
A interpretação tradicional diz que a conspiração terá sido uma conjura nobiliárquica porque os Guzmán apenas procuravam incrementar o seu poder. Porém, outros defendem que se tratou de um movimento secessionista ao estilo das conjuras portuguesa e catalã. No meio, encontram-se os que defendem que o duque e o marquês chefiavam apenas um golpe de Estado, limitado à Andaluzia, sem intentos independentista, visando uma baixa de impostos e a saída do governo de "seu primo" Olivares.
O certo é que a debilidade da monarquia era patente aos olhos de todos. A recuperação da independência de Portugal, a autonomia das Províncias Unidas e a revolta da Catalunha, tinham provocado um importante desgaste militar que agudizara a crise económica. O rápido êxito dos rebeldes portugueses e catalães, o descontentamento generalizado a todos os níveis da sociedade com a situação política e a promessa de ajuda exterior, devem ter influído no ânimo dos conjurados. Mas Medina-Sidonia e Aiamonte viveram uma ilusão: em Portugal e na Catalunha existia um forte apoio popular à revolta, enquanto na Andaluzia nem sequer foi tentado conseguir esse apoio, apesar do mal-estar que existia em amplas camadas da população. Algumas fontes assinalam que as cidades de Sevilha, Jerez de la Frontera e Sanlúcar de Barrameda estariam disponíveis para se sublevar, mas os presumíveis apoios vinham especialmente do exterior e a iniciativa da restante nobreza da Andaluzia era insuficiente. 
Pelo seu lado, Luisa Isabel Álvarez de Toledo, 21.ª duquesa de Medina-Sidónia, dá uma versão completamente diferente: a conspiração de Andaluzia nunca terá existido e tudo foi uma montagem do conde-duque de Olivares provocada pela inveja que tinha do duque de Medina-Sidonia, dado pertencer à Casa de Olivares, um ramo menor da Casa de Medina-Sidonia, e se nunca atacou Portugal não foi por pacto mas sim pela debilidade do exército espanhol na fronteira de Huelva, que atingiria apenas 3.000 homens.